# 三脉叶荚蒾
三脉叶荚蒾（学名：Viburnum triplinerve）为忍冬科荚蒾属下的一个种。